# Євлевич Хома Якович
Євле́вич Хома́ (То́маш) Я́кович (*?, Могильов — † не пізніше 1647) — український, білоруський поет, гуманіст, релігійний і культурний діяч.

## Біографічні дані
Народився у м. Могильов. Навчався у Краківській академії, яку закінчив 1625 року.
1628–1632 — ректор Київської братської школи. Після утворення Києво-Могилянського колегіуму (1632) повертається до Могильова.

## Творчість
Серед творів Євлевича — відома польськомовна поема «Лабіринт» (сучасною українською мовою її переклав Володимир Крекотень), відзначена яскраво вираженою ренесансно-гуманістичною спрямованістю, зокрема в тлумаченні історичного процесу як наслідку розумної чи нерозумної діяльності певного народу та його керівної верстви, а не як результату провіденціалістської функції Бога.
Головна героїня твору — абстрактна персоніфікована категорія «мудрість», здатна діяти на рівні світової історії, історії окремих народів, певних станів і окремих індивідів. Шанобливе ставлення до мудрості та її настанов за княжої доби призвело, на думку Євлевича, до величі й розквіту давньоукраїнської держави, забезпечило процвітання її міст, у першу чергу Києва й Галича. Навернення до мудрості, плекання своїх звичаїв і віри, розвиток освіти, підтримуваної щедрими меценатами, здатні, як стверджує Євлевич, повернути втрачену могутність, відродити давню славу.
В поемі у непрямій формі висловлено ідею володаря як «філософа на троні». Представник ренесансного гуманізму, Євлевич сприймає довколишню природу як об'єкт естетичної насолоди. Так, виникнення могильовського братства він порівнює з небом, що «пишно світанком зоріє і по квітах росою перли крапель сіє» (таких місць у поемі дуже багато). Ренесансною ознакою твору є також постійна присутність у тому чи іншому контексті персонажів античної міфології.

## Твори
- Лабіринт, або Заплутана дорога, де красна мудрість з повинності своєї панам могилянам і ще декому, в заходах своїх подібному, коротшу і далеко кращу дорогу показує // Пам'ятки братських шкіл на Україні. — К., 1988.
- Те саме // Українська поезія XVII ст. — К., 1988.
- Те саме // Хроніка-2000. — Випуск 37—38. — К., 2000.